# Selaginella gracilis
Selaginella gracilis är en mosslummerväxtart som beskrevs av Thomas Moore.
Selaginella gracilis ingår i släktet mosslumrar och familjen mosslummerväxter. Utöver nominatformen finns också underarten Selaginella gracilis subbiflora.